# Viviana Ferrari
Viviana Ferrari (født 25. marts 1992) er en håndboldspiller fra Uruguay. Hun spiller på Uruguays håndboldlandshold, og deltog under VM 2011 i Brasilien.
I 2010, deltog hun i Ungdoms-VM 2011. 